# Dementie
Dementie is een verzamelnaam voor aandoeningen die gekenmerkt worden door combinaties van meervoudige stoornissen in verstandelijke vermogens (waaronder het geheugen), stemming en gedrag. Dementie komt voor bij klinische syndromen die door verschillende hersenziekten worden veroorzaakt.
De specifieke kenmerken van de verschillende combinaties worden bepaald door de aard, lokalisatie en ernst van de afwijkingen in de hersenen.
Dementie is de snelst groeiende doodsoorzaak in Nederland, gevolgd door hartfalen en longkanker.

## Symptomen en kenmerken
Bij dementie worden de symptomen onderverdeeld in eerste en tweede orde symptomen.

### Symptomen van de eerste orde
De benaming symptomen van de eerste orde wordt gebruikt voor de symptomen die zich meestal als eerste bij alle vormen van dementie openbaren:
- geheugenstoornissen
- desoriëntatie in tijd, plaats en persoon
- ten minste een van de volgende vijf aandoeningen: afasie, agnosie, apraxie of een stoornis in de executieve functies of de aandacht.

### Symptomen van de tweede orde
De benaming symptomen van de tweede orde wordt gebruikt voor de overige symptomen die zich kunnen voordoen:
- persevereren (continu hetzelfde herhalen in praten of bewegen)
- confabuleren (fantasieverhalen om de 'lege' plekken op te vullen)
- verzamelzucht
- achterdocht
- decorumverlies (normvervaging)
- stemmingsstoornissen
- hallucinaties
- denkstoornissen
- gedragsstoornissen
- persoonlijkheidsveranderingen
- verwijzingen naar het verleden (nostalgisch gevoel opwekken)

## Dementie en leefsituatie
Dementie openbaart zich vooral op latere leeftijd. Naarmate mensen ouder worden, neemt dus ook de kans toe dat ze met een bepaalde vorm van dementie te maken krijgen. Aangezien het percentage ouderen in de bevolking van westerse landen toeneemt, krijgen steeds meer mensen met deze aandoening te maken. Omdat vrouwen gemiddeld ouder worden dan mannen, komt bij hen dementie ook vaker voor dan bij mannen. Te verwachten is dat als gevolg van de vergrijzing de prevalentie van dementie in de komende 20 jaar met 45% zal toenemen.
Uit recente statistische gegevens ontleend aan bevolkingsonderzoek in de Verenigde Staten blijkt ten slotte dat hoogopgeleide mannen en vrouwen niet alleen ouder worden, maar gemiddeld ook op latere leeftijd dement worden dan laagopgeleiden.
In april 2012 legden wetenschappers een verband tussen vroege dementie en een ongezonde leefstijl.

### Dementie op jonge leeftijd
In Nederland zijn ongeveer 15.000 mensen met dementie die jonger zijn dan 65 jaar. Dat noemen we jongdementie. Dit begint als iemand tussen de 40 en 65 jaar is. De eerste verschijnselen zijn meestal veranderingen in gedrag of taal, moeite met concentreren en/of organiseren. In eerste instantie wordt vaak gedacht aan overspannenheid of een depressie.
Casemanager
Mensen met dementie hebben steeds meer zorg nodig. Hulp kan verkregen worden via een casemanager dementie. Dit is een begeleider voor de persoon met dementie en de mantelzorger. De casemanager wordt vergoed vanuit de basisverzekering.  

## Frequentie
In België zijn er ruim 150.000 patiënten met dementie.
Afhankelijk van de leeftijd kan de aandoening vastgesteld worden bij:
- vanaf 50 jaar: 2,3%
- vanaf 65 jaar: 5% ernstige dementie, 15% lichte dementie
- vanaf 80 jaar: 25% van de mensen.

In Nederland wordt op basis van bevolkingsonderzoek geschat dat er ruim 179.000 patiënten met dementie leven, 52.700 mannen en 126.400 vrouwen. Dat wil zeggen 6,7 gevallen per 1.000 mannen en 15,7 per 1.000 vrouwen. Een deel woont thuis en een deel in een verpleeghuis. Het aantal personen met dementie neemt sterk toe met de leeftijd; tot wel 30-35% van de 85-plussers.

## Woonvormen voor mensen met dementie

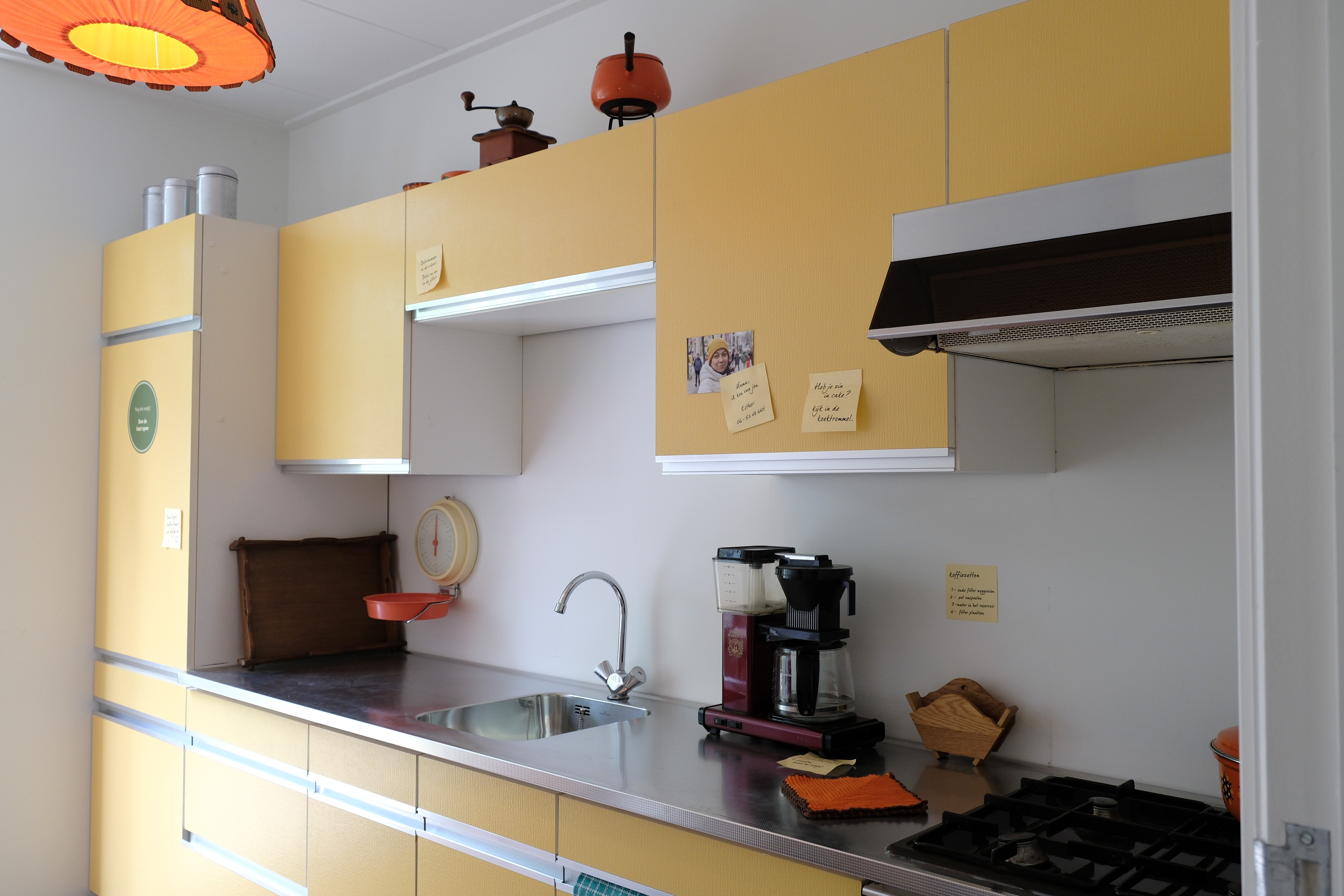
Dementie-woning in het Nederlands Openluchtmuseum, Arnhem. Post-its richten zich aan de patient: Heb je zin in cake? kijk in de koektrommel.

Als thuis wonen met dementie niet meer gaat en er is 24 uur per dag zorg dichtbij of toezicht nodig kan men verhuizen naar een woon-/zorgcentrum gespecialiseerd in het begeleiden van mensen met dementie. Deze zorg wordt betaald vanuit de Wet Langdurige Zorg (Wlz). 
Er zijn veel verschillende woonsoorten voor mensen met dementie:
- Kleinschalig wonen: 6 tot 8 bewoners hebben een eigen slaapkamer en gemeenschappelijk keuken en woonkamer waar samen een huishouding wordt gevoerd. Dit kan in een zelfstandige woning zijn maar ook op een afdeling of etage van een zorgcentrum.
- Particulier verpleeghuis: vaak is dit tevens kleinschalige zorg maar dan in een mooi gebouw of op mooie locatie. Wie nog geen 24 uurs zorg nodig heeft kan hier al wonen op eigen kosten.
- Mantelzorgwoning: staat op het terrein van het huis van de mantelzorger, vaak een familielid.
- Grootschalig verpleeghuis: mensen wonen in een eigen kamer met (gedeelde) badkamer bij elkaar. Er is een gemeenschappelijk restaurant en een activiteitenruimte.

## Vormen van dementie
- Ziekte van Alzheimer: meest voorkomend (65% van de mensen met dementie) vroeger (pre)seniele dementie of dementia (prae)senilis genoemd;
- Vasculaire dementie: veroorzaakt door een of meer CVA's en/of beschadigingen aan de witte stof;
- Lewy-body-dementie en Parkinson-disease-dementia (PDD). Bij de ziekte van Parkinson worden "Lewy bodies", insluitsels van eiwitafbraakproducten, aangetroffen in de cellen van de substantia nigra; bij deze twee vormen van dementie worden ze ook in de hersenschors gevonden. Bij Lewy body-dementie treedt dementie al in het begin van het ziekteproces op; van Parkinson-disease-dementia (PDD) spreekt men als dementieverschijnselen pas in het verloop van de ziekte van Parkinson optreden.
- Chorea van Huntington
- Frontotemporale dementie: aantasting van de frontale en temporale gebieden in de hersenen, vaak gepaard gaand met ontremming in gedrag. Meest bekende vorm is ziekte van Pick.
- Normaledrukhydrocefalie: waarbij de aanmaak en afvoer van hersenvocht uit evenwicht zijn geraakt.

## Oorzaken
Oorzaken van dementie kunnen zijn: alcohol, roken, syfilis, trauma capitis (letterlijk: letsel aan het hoofd), een tumor, encefalitis, aids of de ziekte van Creutzfeldt-Jakob.
Een exacte diagnose is pas na de dood te stellen na sectie. Met behulp van beeldvormend medisch onderzoek kan de diagnose in combinatie met neuropsychologisch onderzoek "waarschijnlijk" dementie gesteld worden. Zonder beeldvormend medisch onderzoek kan het type dementie slechts als "mogelijk" bestempeld worden. Bij het vaststellen van dementie, wordt dikwijls een combinatie van oorzaken gevonden, bijvoorbeeld mengbeelden van vasculaire dementie en de ziekte van Alzheimer.
Hoge bloedsuikerspiegels zijn direct gerelateerd aan het risico op dementie.

### Pseudo-dementie
Met pseudo-dementie wordt bedoeld dat het verminderde verstandelijke functioneren het gevolg is van medicatie of een psychisch of psychiatrisch probleem, zoals een depressie. Er is dan geen sprake van echte dementie, maar van symptomen die sterk op dementie lijken. Er wordt ook wel van omkeerbare dementie gesproken als de achteruitgang van de verstandelijke vermogens een behandelbare oorzaak heeft, zoals onjuist gebruik van slaapmiddelen of andere geneesmiddelen, slecht ingestelde suikerziekte, te langzaam werkende schildklier, vitaminegebrek (bijvoorbeeld tekort aan de vitamines B1, B6, D of B12), bloeding onder het schedeldak, uitdroging enzovoorts.

## Diagnose
De mini-mental state examination (MMSE) wordt gewoonlijk gebruikt als deel van het diagnostisch proces, zoals ook vermeld wordt in het DSM-handboek. Deze MMSE is een cognitieve test die op papier wordt afgenomen. De maximumscore is 30. Lage scores duiden op meer ernstige cognitieve problemen. Bij een score van 24 spreekt men gewoonlijk van een "normaal" cognitief functioneren. In een Cochrane-review van 2016 werd bevestigd dat de MMSE kan gebruikt worden om te besluiten of een 65-plusser wel of niet dementie heeft. De testresultaten moeten daarbij echter steeds in een bredere context worden gesteld. Er moet rekening worden gehouden met de persoonlijkheid, het gedrag en de zelfredzaamheid van de patiënt in zijn dagelijks leven.

## Behandeling
- Allereerst dienen behandelbare oorzaken opgespoord of uitgesloten te worden.
- Er is nog geen middel beschikbaar dat dementie kan afremmen.
- Cholinesteraseremmers (o.a. donepezil, rivastigmine en galantamine) kunnen gebruikt worden om het cognitief functioneren van alzheimerpatiënten met lichte en gemiddelde geheugenstoornissen tijdelijk te verbeteren. Mensen met verwardheid, desoriëntatie en hallucinaties van Lewy Body-dementie kunnen baat hebben bij behandeling met deze middelen.[14]
- Het leervermogen van mensen met dementie is niet volledig verdwenen en kan door familieleden en verzorgers worden gestimuleerd. Theorie en praktijk zijn beschreven in (Op)nieuw geleerd, oud gedaan (2011).
- Naast de behandelingen met medicatie zijn tal van niet-farmacologische behandelingen beschreven. Deze niet-farmacologische behandelingen zijn niet ziekte-specifiek. Ze richten zich op een breed spectrum van algemene maar belangrijke outcomes en hebben over het algemeen weinig ongewenste neveneffecten. Klassieke cognitieve training verbetert mogelijk licht de cognitieve mogelijkheden bij milde tot matige dementie op korte termijn. Op middellange termijn lijken deze verbeteringen te blijven bestaan, ook als de behandeling onderbroken wordt. Voordelen op korte en middellange termijn lijken ook op te treden bij meer specifieke onderdelen van de cognitie, zoals de verbale vloeiendheid. Er is geen bewijs dat cognitieve training enige nadelige neveneffecten of negatieve impact zou hebben op belangrijke outcomes als gemoed en welzijn. Er is eveneens geen bewijs dat cognitieve training een versnelde cognitieve of functionele achteruitgang zou uitlokken of de zorgverlener extra zou belasten.[15]
- Een Cochrane Systematic Review van 2019 onderzocht het effect van therapiesessies met levende dieren in de behandeling voor mensen met dementie. Levende dieren zouden mensen met dementie gezelschap kunnen geven en helpen in hun dagelijkse activiteiten. Dit zou hun lichamelijke en mentale gezondheid kunnen verbeteren, inclusief een betere stemming en minder gedragsproblemen. De resultaten van deze systematic review toonden aan dat sessies met levende dieren mogelijk een klein effect hebben op depressieve klachten bij mensen met dementie. Er was geen duidelijk bewijs dat diersessies effect hebben op andere uitkomstmaten (zoals lichamelijke gezondheid of gedragsproblemen). De zekerheid van dit bewijs varieerde van zeer laag tot matig. Er was geen bewijs over de veiligheid van de sessies of de effecten ervan op de dieren zelf. Een algemene conclusie over de voordelen en risico's van sessies met levende dieren bij mensen met dementie kunnen we dan ook niet maken.[16]

## Zorg

### Zorgtaken
De zorg voor mensen met dementie bestaat uit de dagelijkse verzorging zoals eten/drinken, mondzorg, wassen en aankleden. Daarnaast is het belangrijk om te zorgen voor een passende daginvulling waarbij het van belang is om aan te sluiten bij de fase waarin iemand zich bevindt.

### Belevingsgerichte zorg
Hierbij wordt uitgegaan van de ik-beleving van de persoon met dementie: hoe ervaart iemand zichzelf en de wereld om hem heen. Er wordt rekening gehouden met de individuele behoefte van een persoon met dementie. Met bijpassende welzijnsactiviteiten wordt een zinvol dagprogramma met structuur op maat gemaakt. Welzijnsactiviteiten worden steeds vaker ingezet, ook in zorgcentra.
Speciale welzijnsmedewerkers organiseren activiteiten in groepjes of 1-op-1 activiteiten. Er zijn vele activiteiten om te doen met mensen met dementie die het welbevinden en de levenskwaliteit kunnen verhogen:
- Kleuren 
- Muziek luisteren 
- Buiten zijn 
- Bewegen 

## Bekende mensen die zich inzetten voor mensen met dementie
Teun Toebes: heeft verschillende initiatieven opgezet om het bewustzijn en de zorg voor mensen met dementie te verbeteren.
Johnny de Mol en Dieter Coppens: presentatoren van het Nederlandse en Belgische TV-programma Restaurant Misverstand, waarin aandacht wordt gevraagd voor dementie.
Gerda Havertong: bezoekt dementie zorgcentra om voor te lezen en herinneringen op te halen als ambassadeur van Goodwill en is oprichter van Stichting Wiesje voor mensen met dementie in Suriname.

## Preventie
Een wetenschappelijke commissie van het vakblad The Lancet pleitte in 2024 nogmaals voor meer maatregelen om dementie te voorkomen. Naast de bekende invloedsfactoren als roken, gebrek aan beweging, depressie, sterk overgewicht, hoge bloeddruk, suikerziekte, beperkte scholing, sociaal isolement en gehoorproblemen noemt de commissie uitdrukkelijk luchtvervuiling, overmatig alcoholgebruik, en hersenletsel door ongevallen als risicofactoren. Preventie kan dementie minstens uitstellen, zoniet voorkomen, aldus de wetenschappers.

## Hulp van lotgenoten

### België
De Vlaamse Alzheimer Liga is pluralistisch en niet gebonden aan andere organisaties. Ze heeft samenwerkingsverbanden met andere zelfhulpgroepen en organisaties. De Liga ondersteunt de uitwisseling van kennis over en ervaring met de ziekte van Alzheimer aan de hand van familiegroepen en doet ook aan mediavoorlichting.

### Nederland
Alzheimer Nederland is de organisatie voor mensen met dementie en hun naasten. Deze stichting geeft informatie & hulp en biedt online en offline lotgenotencontact. Daarnaast is de stichting belangenbehartiger en financiert wetenschappelijk onderzoek.

## Uitspraak dementie of dementie?
Tegenwoordig is er in medische en paramedische kring een sterke trend om het woord met de klemtoon op de laatste lettergreep uit te spreken, net als afasie, epilepsie, geriatrie enz. Deze laatste woorden komen echter uit het Grieks, terwijl dementie van het Latijnse deméntia komt. Dement en dementie zijn vergelijkbaar met eveneens aan het Latijn ontleende woordparen als coherent/coherentie, frequent/frequentie en intelligent/intelligentie. De aanbevolen uitspraak is dan ook dementie, met de klemtoon op de tweede lettergreep.